# Mainling
Mainling (tyb. ཀོང་པོ་རྒྱ་མདའ་རྫོང་, Wylie: sman gling rdzong, ZWPY Mainling Zong; chiń. upr. 米林县; pinyin Mǐlín Xiàn) – powiat w zachodnich Chinach, w prefekturze miejskiej Nyingchi, w Tybetańskim Regionie Autonomicznym. W 1999 roku powiat liczył 17 347 mieszkańców.